# Аркаде
Арка̀де (на италиански: Arcade) е малко градче и община в Северна Италия, провинция Тревизо, регион Венето. Разположено е на 65 m надморска височина. Населението на общината е 4407 души (към 2010 г.).